# Goetheweg (Nordkette)

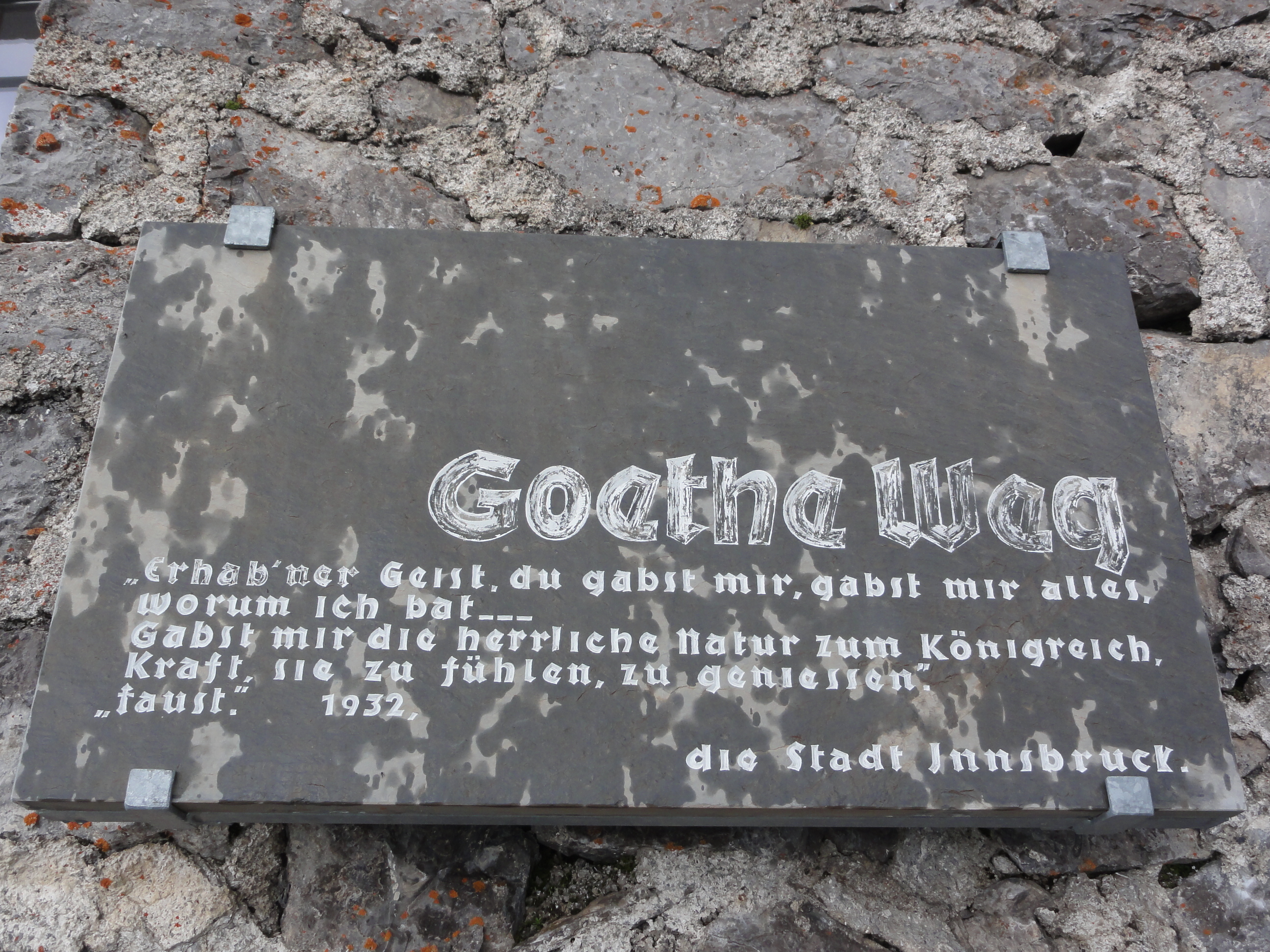
Schild am Beginn des Goethewegs mit Zitat aus Goethes Faust

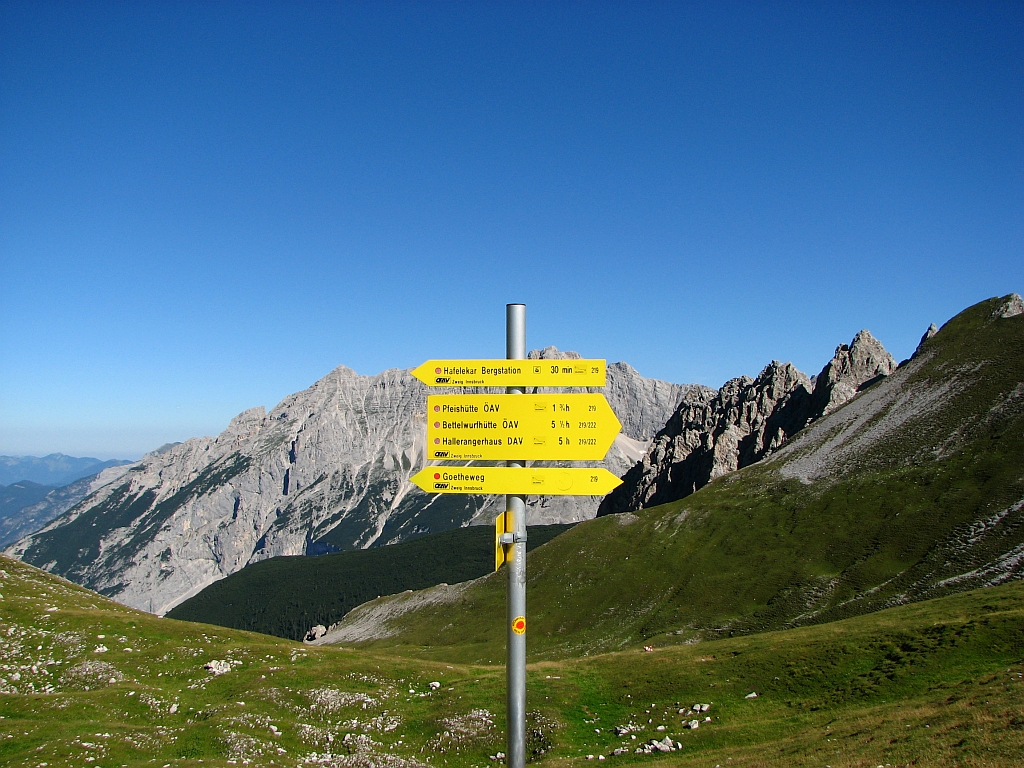
Ein Wegweiser auf dem Goetheweg unterhalb der Gleirschspitze

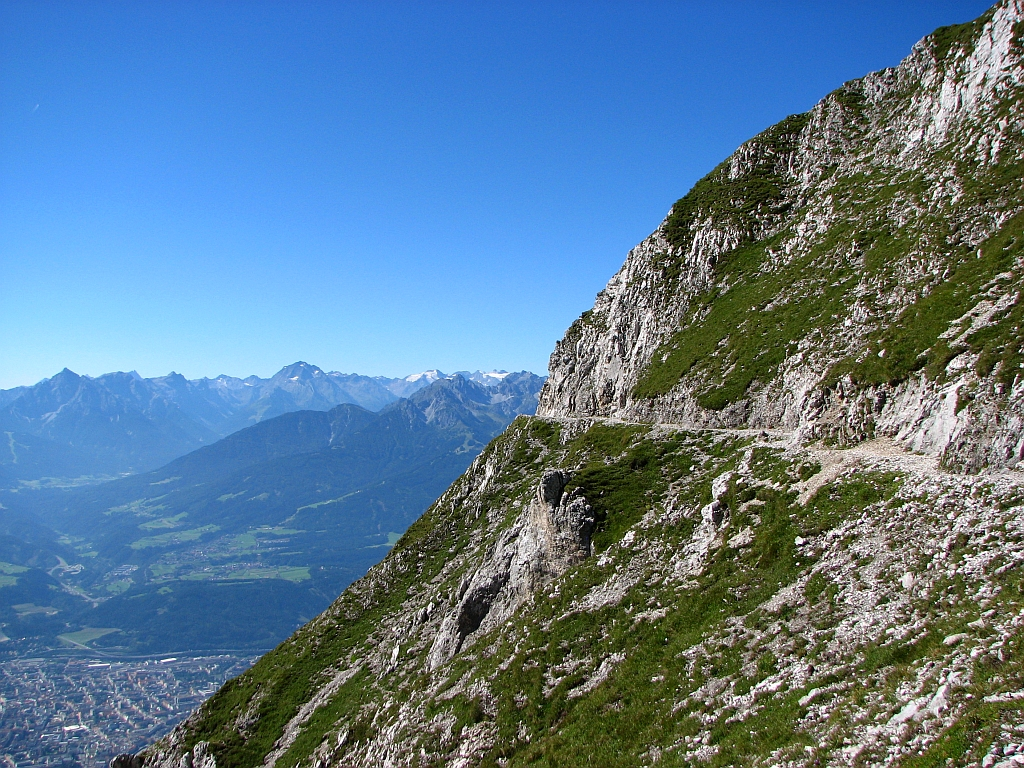
Der Wegverlauf weist streckenweise ausgesetzte Stellen auf

Der Goetheweg (von 1977 bis 2002 Hermann-Buhl-Weg) ist ein Wanderweg in der Nordkette, der südlichsten der vier großen Gebirgsketten im Karwendel in Tirol. Er verläuft vom Hafelekarhaus (2269 m ü. A.) der Nordkettenbahn oberhalb von Innsbruck zur Pfeishütte nördlich der Rumer Spitze. Die Hafelekarspitze, die Gleirschspitze und die Mandlspitze (2366 m ü. A.), die jeweils wenige Meter unterhalb des Gipfels gequert werden, bieten sich als lohnende zusätzliche Aussichtspunkte entlang des Höhenwegs an, welcher weitläufige Ausblicke auf das Inntal mit Innsbruck, die Stubaier und Tuxer Alpen, das Wettersteingebirge sowie die Gleirsch-Halltal-Kette im Karwendel ermöglicht.
Der Weg mit der Wegnummer 219, welcher bis zur Mühlkarscharte (2243 m ü. A.) entlang der Südseite des Gipfelkamms der Nordkette verläuft, wo der Wegverlauf auf deren Nordseite wechselt, erfordert aufgrund der hochalpinen Umgebung und einigen ausgesetzten Stellen Trittsicherheit und ausreichende alpine Erfahrung.
Der Weg ist nach Johann Wolfgang von Goethe benannt. 1977 wurde er in Hermann-Buhl-Weg umbenannt, was 2002 wieder rückgängig gemacht wurde. An Hermann Buhl wird stattdessen mit einer Gedenktafel bei der Seilbahnstation Seegrube (1905 m ü. A.), welche am 27. November 2009 enthüllt wurde, sowie durch den 2011 benannten Hermann-Buhl-Platz auf der Hungerburg erinnert.